# Mutobo
Mutobo är ett vattendrag i Burundi.   Det ligger i provinsen Makamba, i den södra delen av landet, 100 km sydost om huvudstaden Bujumbura.
Omgivningarna runt Mutobo är en mosaik av jordbruksmark och naturlig växtlighet. Runt Mutobo är det tätbefolkat, med 343 invånare per kvadratkilometer.